# Hirssaari
Hirssaari est une île de l'archipel de Kotka dans le golfe de Finlande et un quartier de Kotka en Finlande.

## Géographie
Hirssaari est située entre Kotkansaari et Mussalo à 2 km l'ouest du centre-ville.
La route régionale 355 allant de Kotkansaari via le pont decNorssalmi à Hirssaari et via le pont Tökkäri à Mussalo est très fréquentée en raison du trafic de camions à destination du port de Mussalo. 
Une ligne de chemin de fer électrifiée menant au port de Mussalo traverse aussi Hirssaari.
Elle fait partie de la ligne ferroviaire Kouvola-Kotka. 
L'ancien pont de Madesalmi à Mussalo a été converti pour être utilisé uniquement par les transports en commun et la circulation douce.